# Hypnum scabrifolium
Hypnum scabrifolium là một loài Rêu trong họ Hypnaceae. Loài này được Hook. f. & Wilson mô tả khoa học đầu tiên năm 1844.